# Manoir du Bas Pâtis
Le manoir du Bas Pâtis est situé à Sarzeau en France.

## Localisation
Le manoir est situé sur le territoire de la commune de Sarzeau, au lieu-dit le Pâtis, dans le département du Morbihan en région Bretagne.

## Description
Le manoir date des XVIe et XVIIIe siècles, le premier logis est en moellon enduit, à un étage carré et comble simple, élévation à travées, toiture à longs pans à pignon découvert, appentis sur la tour, logis du XVIIIe siècle enduit, lucarne en calcaire, à un étage carré et comble simple, appentis sur la tourelle postérieure, étable au nord en moellon, couverte en tuiles.

## Historique
Appellation manoir incertaine : peut-être s'agit-il d'une métairie du manoir du haut pâtis ; logis principal de la fin du XVIe siècle, allongé vers le sud en 1756 (date portée) ; logis en retrait vers le sud de la fin du XIXe siècle, étable datant de la fin du XVIIIe siècle ou du début du XIXe siècle.
Le manoir est inscrit à l'inventaire général du patrimoine culturel en 1992.